# Elitloppet 1996
Elitloppet 1996 var den 45:e upplagan av Elitloppet, som gick av stapeln söndagen den 26 maj 1996 på Solvalla i Stockholm. Finalen vanns av den franska hästen Coktail Jet, körd och tränad av Jean-Étienne Dubois.
Copiad hade chansen att vinna sitt tredje raka Elitlopp, och därmed bli historisk. Emellertid galopperade Copiad i sitt kvalheat och slutade oplacerad (femma). 

## Upplägg och genomförande
Elitloppet är ett inbjudningslopp och varje år bjuds 16 hästar som utmärkt sig in till Elitloppet. Hästarna lottas in i två kvalheat, och de fyra bästa i varje försök går vidare till finalen som sker 2–3 timmar senare samma dag. Desto bättre placering i kvalheatet, desto tidigare får hästens tränare välja startspår inför finalen. Samtliga tre lopp travas sedan 1965 över sprinterdistansen 1 609 meter (engelska milen) med autostart (bilstart). I Elitloppet 1996 var förstapris i finalen 1,5 miljon kronor, och 250 000 kronor i respektive kvalheat.

## Kvalheat 1
| P | S | Häst            | Kusk               | Tränare            | Land        | Odds  | Tid      |
| - | - | --------------- | ------------------ | ------------------ | ----------- | ----- | -------- |
| 1 | 7 | Triple T.Storm  | John Campbell      | Doug Berkely       | USA         | 1,93  | 1.12,2   |
| 2 | 4 | Handbag         | Örjan Kihlström    | Roger Walmann      | Sverige     | 38,40 | 1.12,5   |
| 3 | 5 | Shan Rags       | Noralf Braekken    | Noralf Braekken    | Norge       | 25,70 | 1.12,5   |
| 4 | 3 | Pride of Petite | Mark Purdon        | Mark Purdon        | Nya Zeeland | 45,00 | 1.12,7   |
| 0 | 2 | Copiad          | Erik Berglöf       | Erik Berglöf       | Sverige     | 11,50 | 1.12,8ag |
| 0 | 6 | Scandal Play    | Bo Eklöf           | Lars Marklund      | Sverige     | 37,70 | 1.12,8   |
| 0 | 8 | Toss Out        | Wilhelm Paal       | Wilhelm Paal       | USA         | 32,70 | 1.13,0   |
| 0 | 1 | Ina Scot        | Helen A. Johansson | Kjell P. Dahlström | Sverige     | 7,70  | 1.13,1   |

## Kvalheat 2
| P | S | Häst          | Kusk                | Tränare             | Land      | Odds  | Tid      |
| - | - | ------------- | ------------------- | ------------------- | --------- | ----- | -------- |
| 1 | 5 | Gum Ball      | Stig H. Johansson   | Stig H. Johansson   | Sverige   | 8,83  | 1.13,6   |
| 2 | 2 | Zoogin        | Åke Svanstedt       | Åke Svanstedt       | Sverige   | 1,90  | 1.13,7   |
| 3 | 4 | Bicycle       | Dagfinn Aarum       | Jan-Ivar Johansen   | Norge     | 4,40  | 1.13,8   |
| 4 | 6 | Coktail Jet   | Jean-Étienne Dubois | Jean-Étienne Dubois | Frankrike | 4,00  | 1.13,8   |
| 0 | 3 | Isla J.Brave  | Ati Antti-Roiko     | Petri Klemola       | Finland   | 3,90  | 1.13,9   |
| 0 | 8 | B.Cor Pete    | Olle Goop           | Larry Campagna      | Kanada    | 27,80 | 1.13,9   |
| 0 | 7 | Extrem        | Daniel Olsson       | Tommy P. Jansson    | Sverige   | 32,50 | 1.14,5ag |
| d | 1 | Rival Damkaer | Lennart Forsgren    | Tommy Strandqvist   | Sverige   | 39,60 | 8ag      |

## Finalheat
| P | S | Häst            | Kusk                | Tränare             | Land        | Odds   | Tid    |
| - | - | --------------- | ------------------- | ------------------- | ----------- | ------ | ------ |
| 1 | 7 | Coktail Jet     | Jean-Étienne Dubois | Jean-Étienne Dubois | Frankrike   | 4,33   | 1.11,4 |
| 2 | 3 | Zoogin          | Åke Svanstedt       | Åke Svanstedt       | Sverige     | 3,40   | 1.11,5 |
| 3 | 5 | Bicycle         | Dagfinn Aarum       | Jan-Ivar Johansen   | Norge       | 68,30  | 1.11,6 |
| 4 | 2 | Gum Ball        | Stig H. Johansson   | Stig H. Johansson   | Sverige     | 6,50   | 1.11,7 |
| 5 | 1 | Triple T.Storm  | John Campbell       | Doug Berkely        | USA         | 1,90   | 1.11,9 |
| 0 | 8 | Pride of Petite | Mark Purdon         | Mark Purdon         | Nya Zeeland | 223,00 | 1.12,3 |
| 0 | 6 | Shan Rags       | Noralf Braekken     | Noralf Braekken     | Norge       | 67,50  | 1.12,3 |
| 0 | 4 | Handbag         | Örjan Kihlström     | Roger Walmann       | Sverige     | 49,20  | 1.12,7 |